# Rainer Weiss

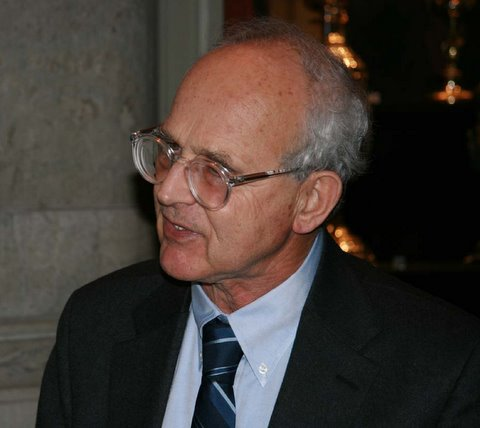
Rainer Weiss, 2006

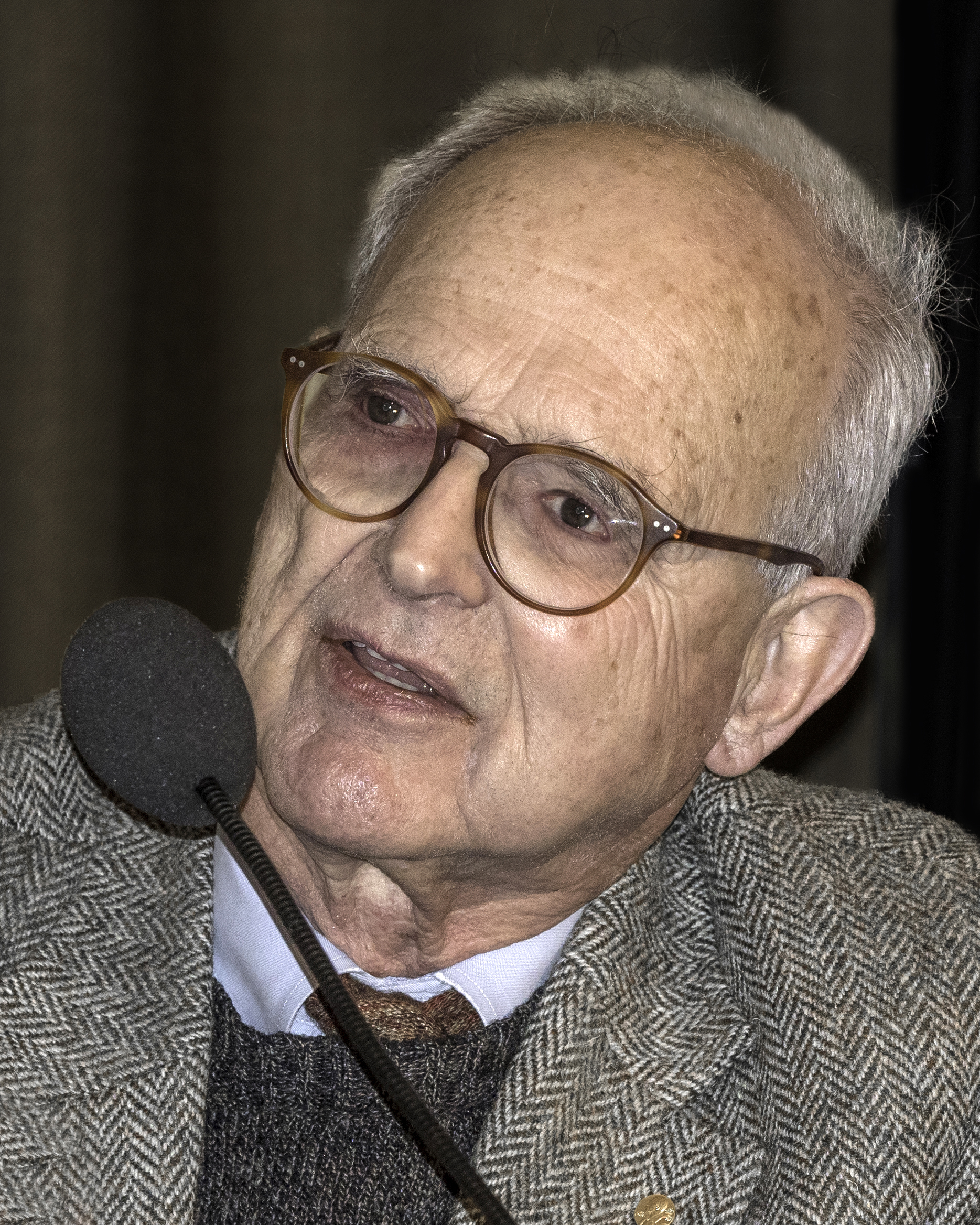
Rainer Weiss under en presskonferens i samband med Nobelpriset, Stockholm, december 2017.

Rainer Weiss, född 29 september 1932 i Berlin, Tyskland, är en tysk-amerikansk fysiker och en av de ledande forskarna i LIGO-projektet som inrättades för att detektera gravitationsvågor. Han tilldelades Nobelpriset i fysik 2017, som en av tre pristagare detta år.

## Biografi
Weiss föddes i en judisk-kristen familj i Berlin 1932. Släkten tillhörde familjen Rathenaus umgängeskrets inom Berlins intellektuella kretsar, men fadern, som var neurolog och övertygad kommunist, hade delvis tagit avstånd från dem. Modern var skådespelare. 
Familjen blev förföljd under Nazityskland, efter att fadern vittnat om en felbehandling utförd av en nazistisk läkare, och flyttade efter nationalsocialisternas makttagande till Prag. I samband med den nazityska annekteringen av Tjeckoslovakien 1938, då familjen befann sig på semester i de slovakiska Tatrabergen, flydde familjen vidare till USA. Weiss gick i skolan i New York och studerade sedan vid MIT. Där tog han 1955 sin Bachelorexamen och 1962 sin doktorsexamen. Weiss blev 1973 professor vid Princeton University. Sedan 2001 är han adjungerad professor vid Louisiana State University.
Weiss var under tidiga år delaktig i utvecklingen av atomur. Under 1970-talet var han som en av de första pionjärerna sysselsatt med mätningar av den kosmiska bakgrundsstrålningen. Han hade en ledande position i utvecklingen av Cosmic Background Explorer. Samtidig var Weiss en drivande kraft under utvecklingen av laserinterferometri, vilket resulterade i etableringen av LIGO-projektet.
Weiss tilldelades Nobelpriset i fysik 2017, tillsammans med Kip Thorne och Barry Barish, "för avgörande bidrag till LIGO-detektorn och observationen av gravitationsvågor".